# 三田洞駅
三田洞駅（みたほらえき）は、かつて岐阜県岐阜市にあった、名古屋鉄道高富線の駅。
法華寺（三田洞弘法）の最寄り駅であり、賑わったという。

## 歴史
1913年、高富線が長良軽便鉄道の路線として開業したのに合わせて開設された。開業時の駅名は土橋駅（どばしえき）であったが、翌年には三田洞駅に改称したことが発表されている。このとき、それまで三田洞駅と称していた隣の駅は上岩崎駅に改称した旨も同時に発表されている（上岩崎駅は1938年に廃止）。開業当初は駅員が配置されていたが、戦後間もなく無人駅となっている。
モータリゼーションが進展する中、高富線は路線や車両の改良が進まず、輸送力が貧弱であったために1960年に路線バスに転換され廃止、当駅も廃駅となった。
- 1913年（大正2年）12月25日 - 長良軽便鉄道の長良北町駅 - 高富駅間の開通と同時に土橋駅として開業[4][5]。
- 1914年（大正3年）9月18日 - 三田洞駅に改称。同時に三田洞駅（初代）は上岩崎駅に改称（いずれも官報掲載日）[6][5]。
- 1915年（大正4年）11月20日 - 長良軽便鉄道と美濃電気軌道市内線が接続され、11月26日より両線で直通運転開始[7]。
- 1920年（大正9年）9月10日 - 長良軽便鉄道は美濃電気鉄道へ合併。同社の高富線となる[7]。
- 1930年（昭和5年）8月20日 - 美濃電気軌道が名古屋鉄道（初代。同年中に名岐鉄道に改称し、1935年より名古屋鉄道に再改称）に合併。同社の高富線の駅となる[7]。
- 1948年（昭和23年）11月1日以前 - 無人化[8]。
- 1956年（昭和31年）7月22日 - 列車交換のための側線を新設[7]。
- 1960年（昭和35年）4月22日 - 高富線廃止に伴い廃駅となる[7]。

## 駅構造
島式1面2線の乗り場が設けられ、交換設備も存在した。通常、高富線は当駅で列車交換を行っていた。

## 隣の駅
名古屋鉄道
高富線
戸羽川駅 - 三田洞駅 - 粟野駅
- 1938年までは隣の戸羽川駅との間に上岩崎駅（かみいわさきえき）が存在した。